# Lied von den Vergessenen
Lied von den Vergessenen ist ein Lied des Popduos Rosenstolz. 

## Daten
Es wurde erstmals am 10. Februar 2012 beim Label Universal Music Group veröffentlicht und von Ulf Leo Sommer sowie den beiden Musikern von Rosenstolz selbst geschrieben. Das Lied ist in dem Rosenstolz-Album „Wir sind am Leben“ enthalten.

## Text
Der Song handelt von zwei Vergessenen, die sich fragen, ob sie noch bemerkt werden und jemand sie nicht vergessen hat. Einander haben sie anscheinend nicht vergessen. Am Schluss werden mehrere Signale gegeben, dass man sich gegenseitig wieder zurück ins Leben bringen kann. Im Refrain heißt es, man singe das „Lied von den Vergessenen....Die, die längst schon schlafen sind“ und es würde gesungen „für die, die sich nicht traun, im Sturm nach vorn zu schauen, die in sich so gefangen sind.“